# ان‌ام‌سی
ان‌ام‌سی (عربی: مستشفى المركز الطبي الجديد) شرکت مراقبت سلامت اماراتی است، که در سال ۱۹۷۴ تأسیس شد.